# Leitrim (grevskap)
Leitrim (iriska: Contae Liatroma) är ett grevskap på Irland. Huvudort är Carrick-on-Shannon. Namnet kommer ifrån liath druim som betyder grå åsrygg.
Grevskapet är bland de minst befolkade i landet. Av kustgrevskapen har Leitrim också den kortaste kustlinjen med endast cirka 3 kilometer kust. Det finns en strand vid Bundoran. Huvudorten har endast 1 868 invånare.

## Städer och samhällen
- Ballinamore
- Bundoran
- Carrick-on-Shannon
- Carrigallen
- Dromod
- Drumshambo
- Manorhamilton
- Mohill
- Roosky